# GONIN サーガ
『GONIN サーガ』（ごにん サーガ）は、2015年9月26日に公開された石井隆監督による日本のバイオレンス・アクション映画作品。主演は東出昌大。

## 概要
石井監督によって制作された1995年公開の『GONIN』の正統続編にあたり、『GONIN』から19年後を描いた作品となっている。
これまで『GONIN』『GONIN2』と作られシリーズ化が予定されていたが、松竹での「奥山和由解任騒動」などの事情により中断となっていた。しかし、関係者の尽力により、松竹や奥山と一切関係のない、KADOKAWAの作品として続編の企画が始動した。
また、俳優業を引退していた根津甚八が前作に出演していた事もあり、石井監督の強い要望に応え、11年ぶりに1作限りの復帰を果たした作品でもある。その後、根津は2016年12月29日に死去したため、これが遺作となった。
第34回バンクーバー国際映画祭・Dragons&Tigers部門、第45回ロッテルダム国際映画祭・Genre:DNA部門、第43回ゲント映画祭正式招待作品。

## あらすじ
大越組襲撃事件から19年後。大越組若頭だった久松茂（鶴見辰吾）の息子、久松勇人（東出昌大）は母と共に真っ当な人生を歩んでいた。一方、大越組組長の息子、大越大輔（桐谷健太）は五誠会会長の孫である式根誠司（安藤政信）に振り回されていた。式根誠司の愛人である菊池麻美（土屋アンナ）は、五誠会の隠し金を奪うことを大輔に提案する。19年前の事件を追うルポライター・富田慶一（柄本佑）は、情報を集める為に、勇人の母である安恵（井上晴美）に情報を与える。安恵は久松茂の名誉回復のため五誠会に突撃するものの、始末されてしまう。慶一は、安恵に行動させてしまったのは自分のせいということで、勇人と大輔に隠し金の強奪計画を話し、勇人と大輔はそれに参加。麻美の協力もあり、強奪計画は成功した。しかし、誠司の父である式根隆誠（テリー伊藤）は、報復の為ヒットマンの明神（竹中直人）と余市（福島リラ）を雇う。明神と余市は麻美の自宅に押し掛け、慶一達をおびき寄せる罠を作る。余市に麻美の監視をさせ、慶一を殺害しようとするが、大輔により阻止される。明神はビルの屋上から突き落とされる。麻美は余市に反撃して殺害に成功し何とか逃げ出す。
慶一は勇人と大輔をとある病院に案内する。そこには大越組襲撃事件に関わり、植物状態で生きていた氷頭要（根津甚八）がいた。慶一は氷頭も含め、誠司の結婚式を襲撃しようと計画するが大輔は自身の父を殺した氷頭を殺しにかかる。しかし慶一が「紅い花」を流しそれを聴いた氷頭は目を覚まし計画に参加。大輔も同意して式場に忍び込む。忍び込んだ後、麻美も計画に参加し、自身が大越組襲撃事件の主犯格である万代樹彦の娘ということを明かす。会場に式根隆誠と誠司が現れたことを確認し、勇人達は銃撃を開始。隆誠を殺害、誠司も銃撃し、組員も何人か殺したところで、生きていた明神が短機関銃を乱射。勇人や大輔、麻美、慶一に致命傷を負わせるもハエに気をとられたところを大輔達が射撃し殺害。誠司は防護服で助かっており、麻美達を殺そうとするも大輔が麻美を庇い銃撃を受ける。そこに氷頭が現れ、誠司を殺害。麻美も、発砲した氷頭に万代（佐藤浩市）の幻覚を見ながら死ぬ。

## メインキャスト
久松 勇人
演 - 東出昌大（幼少期 - 佐久間悠）
暴力団五誠会系大越組若頭だった久松茂の息子で、大輔とは幼馴染。母思いで、茂の名誉回復のために動いていた母が五誠会に始末された際には会を襲撃する。五誠会の運営する法律相談所に保管されている回収した闇金を強奪する計画に加わる。
強奪に成功した後、大輔とともに氷頭と接触する。明神の罠に敢えて乗る形で、ディスコ『Birds』を改築した誠司の結婚披露宴会場にほかのメンバーと襲撃に向かうが、安恵を殺したのは自分だという組員の挑発に乗り、組員と相打ちとなる。その後明神に発砲し果てる。
大越 大輔
演 - 桐谷健太（幼少期 - 六車勇登）
暴力団五誠会系大越組組長だった大越康正の息子で、康正の形見のバングルを身に着けている。勇人とは幼馴染。今は五誠会3代目の式根誠司の用心棒をしつつも大越組の再興を目論んでいるが、麻美から誠司が一生飼い殺しにするつもりであることと、彼女の弱みであるメモリーカード奪還計画を聞かされ、更に慶一からも法律事務所に保管された闇金を強奪する計画を持ち掛けられたことで計画に加わる。
計画の後に本部に何食わぬ顔で戻るも、計画の際にバングルを身に着けていたことが仇となって明神に目をつけられる。明神とともに行動しているさなかに、銃撃を受けた慶一を見かけ、明神を取り押さえ突き落とす。その後は慶一の計らいで勇人とともに氷頭と接触し、初めこそ父の仇であることから怒りをにじませながらも、氷頭が襲撃への加担の姿勢を見せた時には承諾する。披露宴会場では百合香や明神に発砲するが、麻美を庇う形で誠司の発砲を食らい果てる。
菊池 麻美
演 - 土屋アンナ（幼少期 - 琉花）
元グラビアアイドルで式根誠司の愛人。ロックバンドをやっていたこともあり、勇人もファンの一人であった。レイプされて情婦にさせられた弱みを誠司に握られていることから、その証拠であるメモリーカードを奪還するために闇金強奪計画に加わる。
計画の後に自宅に明神と余市が現れ、自らが計画に加担していることをつかまれた挙句に始末されそうになるも、余市を殺害して逃げる。その後バンドのメンバーに変装して誠司の結婚披露宴会場に潜り込んで他のメンバーと合流する。結婚披露宴会場では隆誠を射殺するが、明神の連射を食らい暫くして果てる。
実は19年前の事件の首謀者である万代樹彦の娘であり、メモリーカードのほかに奪還しようとしていたピンクのプリクラ手帳には、親子3人の写真が入っていた。また幼いころは『Birds』の床下が遊び場であったことや森田童子の『ラスト・ワルツ』を聞かせてもらっていたことなどが語られている。
富田 慶一
演 - 柄本佑（幼少期 - 悠斗）
19年前の事件を追うルポライターで、事件の真相を知るために安恵や氷頭に接触を図っていた。勇人と大輔とは2000年時点で顔を合わせており、安恵の店で二人と会った際には勇人からかつて会ったことがあることを悟られていた。
自らが安恵に情報を与えてしまったことが彼女の死の遠因となった贖罪から、勇人と大輔に闇金の奪還計画を持ち掛ける。
実は「森澤」姓の交番勤務の警察官で、「富田」姓は偽名。19年前の事件現場に駆け付けた際に京谷（演 - ビートたけし）に射殺された警官の一人の息子であった。闇金強奪計画の後に、迷子の老人を装った明神の銃撃を受けるも辛うじて生き延びており、勇人と大輔を氷頭と接触させた後に彼らとともに結婚披露宴会場襲撃に参加するが、手負いであったことに加えて明神の連射を食らい果てる。
式根 誠司
演 - 安藤政信
五誠会三代目で芸能事務所社長。五誠会初代会長・式根（演 - 室田日出男）の孫。
闇金強奪計画で闇金が奪われた上に組員が殺害されたことで面子が潰されたため、明神らとは別に計画メンバーの始末に動く。結婚披露宴会場では麻美を庇った大輔を射殺するも、氷頭に射殺される。
久松 安恵
演 - 井上晴美
茂の妻で、勇人の母。夫である茂が、19年前の大越組襲撃事件の折に逃げ出した卑怯者ではなく、大越組の盾となって殉職したものと信じており、組の面汚しとされていることに憤っている。
後に勇人らが襲撃することとなる法律相談所を襲撃した後に、五誠会の組員に目を付けられ手首を切って殺害されてしまう。
大越 佳津子
演 - りりィ
康正の妻で、大輔の母。息子の計画の後に施設に入れられる予定となっている節が言及されている。
余市
演 - 福島リラ
明神と常に行動を共にしている女殺し屋。
麻美の家に現れ、明神の言いつけで彼女を監視するも途中で反撃され殺そうとするが、麻美が隠し持っていた拳銃で射殺された。
百合香
演 - 松本若菜
式根誠司の婚約者。誠司の裏の顔を知らない。
披露宴会場で目の前で誠司が凶弾に倒れたことから、組員の拳銃を手に麻美を殺そうとするが大輔に射殺される。
松浦 譲
演 - 菅田俊
19年前は式根誠司のボディーガードを務めていた。今は、五誠会系松浦組組長。
黒木 正行
演 - 井坂俊哉
松浦組組員で、松浦のボディーガード。
式根 隆誠
演 - テリー伊藤
五誠会二代目会長。初代会長の息子で誠司の父。
闇金強奪計画の後に明神らを雇う。その後、誠司の結婚披露宴にサプライズゲストとして出席し『ラスト・ワルツ』をバックに百合香とワルツを舞うが、麻美に射殺される。
氷頭 要
演 - 根津甚八
汚職でクビになった元刑事で19年前の事件のメンバーの一人。19年前の一件で京谷の銃弾を受けるも植物状態となったまま19年間生きていた。
慶一の計らいで勇人と大輔に接触した後に結婚披露宴会場襲撃に参加し、誠司を殺害した後に果てた。
久松 茂
演 - 鶴見辰吾
大越組若頭で勇人の父。19年前の事件で命を落とした挙句に組織の恥として他の殉職者ともども破門扱いされてしまう。
万代 樹彦
演 - 佐藤浩市（友情出演）
19年前の事件の主犯で、本作の一件の元凶ともいえる人物。
実は麻美の父親であることが本作で判明する。氷頭が誠司を殺害した際には氷頭に加担する彼の幻覚を麻美は目にしている。
明神
演 - 竹中直人
隆誠が雇ったスナイパーで、表向きは探偵事務所で探偵をしている。酸素吸入器を常に持っているほか、ハエ嫌い。
麻美の家を訪れた後に計画に加担していたメンバーを探り当てた後に、余市に麻美の監視をさせ、自らはメンバーをおびき寄せる罠を仕掛けた上で慶一をおびき寄せて銃撃し、大輔も始末しようとするも反撃されて突き落とされ、それから麻美の家に戻った時には余市の遺体を目にする。
その後は余市の首を抱えながら結婚披露宴会場に現れ、麻美らに発砲するもハエに気を取られている隙に勇人と大輔に発砲され、それから周りに発砲して果てる。
演じる竹中は前作『GONIN』の企画段階から携わって出演したほか、『GONIN2』にも出演している。

## スタッフ
- 監督・脚本：石井隆
- エグゼクティブプロデューサー：井上伸一郎
- 製作：安田猛、水口昌彦、小沼修、石井隆、新村秀樹
- 企画：菊池剛、加茂克也
- プロデューサー：二宮直彦、阿知波孝
- 撮影：佐々木原保志、山本圭昭、寺田緑郎（応援）
- 照明：祷宮信
- 美術：鈴木隆之
- 装飾：西渕浩裕、高橋俊秋
- 小道具：山内栄子
- 持道具：岡安明佳里
- 装置：佐藤亨
- 塗装：稲葉健嗣
- 組付き大道具：小山雄三
- 音楽：安川午朗
- 音楽ミックス：本谷侑紀
- vocal：中谷しの
- 録音：郡弘道
- 音響効果：斉藤昌利
- ダイアログエディター：井上久美子、篠崎淳平、橋本絵美
- 選曲：石井ますみ
- 編集：石井隆、阿知波孝
- スクリプター：田中小鈴
- スタジオエンジニア：竹田直樹、小西真之
- スタジオ担当：太田泰裕
- スタイリスト：勝俣淳子
- 和装着付：長谷川裕子
- ヘアメイク：高橋永奈
- 特機：佐藤雄大牽引：海藤幸廣
- ガンコーディネーター：納富貴久男
- ガンエフェクト：田渕寿雄、高原浩市
- アクションコーディネーター：柴原孝典
- 擬闘：秋永政之
- 車輌：石川雅和
- VFXプロデューサー：テルイカズヒロ
- 助監督：日暮英典
- 監督助手：足立博、錦戸健太郎、塩崎竜朗
- スチール：原田ヒロシ
- ワルツダンス指導：二ツ森亨ダンスアカデミー、二ツ森亨、二ツ森由美
- スタジオ：角川大映スタジオ
- ラボ：東映ラボ・テック
- 協力：松竹
- 劇中歌
  - ちあきなおみ「紅い花」
  - 土屋アンナ「rose」
  - 森田童子「ラスト・ワルツ」
- 配給：KADOKAWA、ポニーキャニオン
- 製作プロダクション：ファムファタル
- 製作：『GONIN サーガ』製作委員会（KADOKAWA、ポニーキャニオン、電通、ファムファタル、ソニーPCL）

## 受賞
- 第89回キネマ旬報ベスト・テン（2015年） 
  - 日本映画ベスト・テン 第6位[9]
- 映画芸術 2015年日本映画ベストテン&ワーストテン（2015年）
  - ベストテン・3位[10]
- 第25回日本映画プロフェッショナル大賞（2015年）
  - ベストテン・4位[11]
- 第40回エランドール賞（2016年）[12]
  - 新人賞（柄本佑）[注 9]

## 関連商品
小説
- 石井隆『GONIN サーガ』（KADOKAWA、2015年9月10日発売、ISBN 9784041034934） - 原作小説

映像ソフト
- セル（発売・販売：KADOKAWA、2016年3月25日）
  - GONIN サーガ ディレクターズ・ロングバージョン Blu-ray BOX、規格品番：DAXA4954
  - GONIN サーガ ディレクターズ・ロングバージョン DVD BOX、規格品番：DABA4954
  - GONIN サーガ Bl-ray 通常版、規格品番：DAXA4955
  - GONIN サーガ DVD 通常版、規格品番：DABA4955
  - GONIN Bl-ray トリプルパック（『GONIN』『GONIN2』『GONIN サーガ』合計3枚組）、規格品番：DAXA4956

- レンタル（発売・販売：ポニーキャニオン、2016年04月02日）
  - GONIN サーガ レンタル Blu-ray
  - GONIN サーガ レンタル DVD